# Torneig d'Històrics del Futbol Català 2014
La XXIXa edició del Torneig d'Històrics del Futbol Català fou organitzada pel Futbol Club Martinenc. Es disputà a principis d'agost de 2014 al camp municipal del Guinardó. Hi participaren 12 clubs repartits en quatre grups de 3 equips que s'enfrontaren en eliminatòries triangulars (tres partits de 45 minuts) amb els vencedors de cada grup avançant vers les semifinals i final, jugades a 90 minuts. La Unió Esportiva Sant Andreu es proclamà per tercer cop campiona del torneig guanyant al darrer minut al Club de Futbol Badalona, que jugava la seva desena final.

## Distribució de grups
| Grup 1       | Grup 2         | Grup 3      | Grup 4          |
| ------------ | -------------- | ----------- | --------------- |
| UE Cornellà  | UE Sant Andreu | CF Badalona | AE Prat         |
| CF Montañesa | CE Europa      | UE Rubí     | Santfeliuenc FC |
| FC Martinenc | UE Sants       | CE Júpiter  | CF Peralada     |

|  | Campió vigent    |
|  | Cap de sèrie     |
|  | Debutant         |
|  | Segona Divisió B |
|  | Tercera Divisió  |
|  | Primera Catalana |

## Resultats i classificacions
| Grup 1 |

| 4 agost 2014        | UE Cornellà                                                                                           | 1 – 1                                                    | CF Montañesa | El Guinardó, Barcelona                                                                                        |                                      |
| 18:30               | Óscar Muñoz 40' Iñigo · Hugo, Dani, Martí, Arnau · Gómez, Txemi, Lluís, Boniquet · Gabri, Óscar Muñoz | Mundo Deportivo L'Esportiu Històrics Esport3 UE Cornellà | 28' Aleix Dalmau Francis · Santos, Aleix Camps, Borges, Aleix Dalmau · Uri, Rubén, Toni Pérez, Joshua · Pedro, Masip | Guinardó · 400 espectadors · Óscar Carballo Vázquez · José Antonio Fernández Morillo · Daniel López Jiménez · |                                      |
|                     | | Tanda de penals                                          | | |                                      |
| Arnau · Óscar Muñoz | Arnau · Óscar Muñoz                                                                                   | 2 – 0                                                    | (aturat) Toni Pérez · (aturat) Masip                                                                                 | (aturat) Toni Pérez · (aturat) Masip                                                                          | (aturat) Toni Pérez · (aturat) Masip |

| 4 agost 2014                        | CF Montañesa                                                                                                   | 1 – 1                                        | FC Martinenc                                                                                          | El Guinardó, Barcelona                                                                                        |                               |
| 19:30                               | Josué 17' (p.p.) Tato · Santos, Borges, Dowi, Aleix Dalmau · Uri · Rubén, Pluvins, Héctor, Kike Amador · Pedro | Mundo Deportivo L'Esportiu Històrics Esport3 | 18' Raíllo Pacheco · Roselló, Diego, Sergio, Josué · Pau, Aleix Vall, David, Velillas · Hamza, Raíllo | Guinardó · 500 espectadors · José Antonio Fernández Morillo · Daniel López Jiménez · Óscar Carballo Vázquez · |                               |
|                                     | | Tanda de penals                              | | |                               |
| Borges · Uri · Kike Amador (aturat) | Borges · Uri · Kike Amador (aturat)                                                                            | 2 – 3                                        | Aleix Vall · Hamza · Velillas                                                                         | Aleix Vall · Hamza · Velillas                                                                                 | Aleix Vall · Hamza · Velillas |

| 4 agost 2014 | UE Cornellà                                                                   | 0 – 0                                                    | FC Martinenc                                                                           | El Guinardó, Barcelona                                                                                        |  |
| 20:30        | Segovia Isra, Dani, Pele, Joel Gómez, Txemi, David Gallar, Rubén, Óscar Muñoz | Mundo Deportivo L'Esportiu Històrics Esport3 UE Cornellà | Carulla Casta, Diego, Massa, Mario Alberto, Aleix Vall, Juanlu, Jonathan, Pitu Elhadji | Guinardó · 300 espectadors · Daniel López Jiménez · José Antonio Fernández Morillo · Óscar Carballo Vázquez · |  |

|    |  |              | Punts | J | G | E | P | GF | GC | DG |
| -- |  | ------------ | ----- | - | - | - | - | -- | -- | -- |
| 1. |  | CF Montañesa | 2     | 2 | 0 | 2 | 0 | 2  | 2  | 0  |
| 2. |  | UE Cornellà  | 2     | 2 | 0 | 2 | 0 | 1  | 1  | 0  |
| 3. |  | FC Martinenc | 2     | 2 | 0 | 2 | 0 | 1  | 1  | 0  |
|    |  |              |       |   |   |   |   |    |    |    |

| Grup 2 |

| 5 agost 2014                                              | UE Sant Andreu | 0 – 0                                    | CE Europa                                                                                           | El Guinardó, Barcelona                                                                               |                                                                 |
| 18:30                                                     | Morales Llamas, Manu Viale, Azparren, Jefferson Lucas Viale, Ton Alcover Xavi Jiménez, Xavi Puerto, Felipe Jonathan | Mundo Deportivo L'Esportiu Històrics BTV | Rafa Leva Oriol Dot, Alberto, Víctor Durán, Alegre Putxi, Javi Lara Ignacio, Padilla, Camacho Poves | Guinardó · 700 espectadors · Héctor Robas Bondia · Juan Carlos Blasco Pastor · Raúl Calle Martínez · |                                                                 |
|                                                           | | Tanda de penals                          | | |                                                                 |
| Ton Alcover · Xavi Puerto · Xavi Jiménez (aturat) · Lucas | Ton Alcover · Xavi Puerto · Xavi Jiménez (aturat) · Lucas                                                           | 3 – 2                                    | (al travesser) Javi Lara · Ignacio · Padilla · (aturat) Alberto                                     | (al travesser) Javi Lara · Ignacio · Padilla · (aturat) Alberto                                      | (al travesser) Javi Lara · Ignacio · Padilla · (aturat) Alberto |

| 5 agost 2014 | CE Europa | 1 – 0                                    | UE Sants                                                                      | El Guinardó, Barcelona                                                                               |  |
| 19:30        | Camacho 30' (p.) Rafa Leva · Pastells, Víctor Durán, José, Alegre · Javi Lara, Vives · Ignacio, Guzmán, Nils · Javi Sánchez | Mundo Deportivo L'Esportiu Històrics BTV | Tomás Freixi, Castillo, Alberto, Arbulu Álex, Guille Samu, Peque, Pau Navarro | Guinardó · 700 espectadors · Juan Carlos Blasco Pastor · Héctor Robas Bondia · Raúl Calle Martínez · |  |

| 5 agost 2014 | UE Sant Andreu | 1 – 0                                    | UE Sants                                                                  | El Guinardó, Barcelona                                                                               |  |
| 20:30        | Guzmán 25' Morales · Jefferson, Manu Viale, Azparren, Fran Leal · Lucas Viale, Ton Alcover · Guzmán, Xavi Puerto, Felipe · Jonathan | Mundo Deportivo L'Esportiu Històrics BTV | Carlos Fabregat, Fran, Picolo, Arbulu Aleix, Gala Espí, Farru, Moha Felip | Guinardó · 700 espectadors · Raúl Calle Martínez · Héctor Robas Bondia · Juan Carlos Blasco Pastor · |  |

|    |  |                | Punts | J | G | E | P | GF | GC | DG |
| -- |  | -------------- | ----- | - | - | - | - | -- | -- | -- |
| 1. |  | UE Sant Andreu | 4     | 2 | 1 | 1 | 0 | 1  | 0  | 1  |
| 2. |  | CE Europa      | 4     | 2 | 1 | 1 | 0 | 1  | 0  | 1  |
| 3. |  | UE Sants       | 0     | 2 | 0 | 0 | 2 | 0  | 2  | 2  |
|    |  |                |       |   |   |   |   |    |    |    |

| Grup 3 |

| 6 agost 2014                      | CF Badalona                                                                                                 | 0 – 0                     | UE Rubí | El Guinardó, Barcelona                                                                        |                                                        |
| 18:30                             | Marcos Óscar Sierra, Toni Lao, Fran Fuentes, Bermudo Prior, Fran Bea, Esteve Carracedo, Manu Balda, Abraham | Mundo Deportivo Històrics | Miguel Ramos Aitor Torres, Castell, Castellano, Fontanils David López, Adri Díaz Ferran Vila, Àlex Pla, Roger Carlos Esteban | Guinardó · 500 espectadors · David Congost Larrosa · Héctor Robas Bondia · Calderilla Pavón · |                                                        |
|                                   | | Tanda de penals           | |                                                                                               |                                                        |
| Abraham (fora) · Prior · Fran Bea | Abraham (fora) · Prior · Fran Bea                                                                           | 2 – 1                     | Ferran Vila · (aturat) Aitor Torres · (aturat) Castell                                                                       | Ferran Vila · (aturat) Aitor Torres · (aturat) Castell                                        | Ferran Vila · (aturat) Aitor Torres · (aturat) Castell |

| 6 agost 2014                                                   | CE Júpiter | 0 – 0                     | UE Rubí | El Guinardó, Barcelona                                                                        |                                           |
| 19:30                                                          | Adri Buetas Grifé, Diego, Edu García, Santolalla Pau Casassa, Éric Ruiz Mechi, Àlex Prats, Pau Darbra Cañadilla | Mundo Deportivo Històrics | Buyo Gerard, Arnau Pou, Aitor Torres, Castellano Cervantes, Héctor Xavi Bou, Carricondo, Genís Aitor García | Guinardó · 500 espectadors · Héctor Robas Bondia · David Congost Larrosa · Calderilla Pavón · |                                           |
|                                                                | | Tanda de penals           | |                                                                                               |                                           |
| Cañadilla (aturat) · Santolalla (aturat) · Àlex Prats (aturat) | Cañadilla (aturat) · Santolalla (aturat) · Àlex Prats (aturat)                                                  | 0 – 2                     | (aturat) Cervantes · Aitor García · Boris                                                                   | (aturat) Cervantes · Aitor García · Boris                                                     | (aturat) Cervantes · Aitor García · Boris |

| 6 agost 2014 | CE Júpiter | 1 – 2                     | CF Badalona | El Guinardó, Barcelona                                                                        |  |
| 20:30        | Iván Enríquez 38' · Gabri · Jordi, Aitor, Jesús Martínez, Santamaría · Serrano, Ricardo · Iván Enríquez, Tejedor, Casillas · Torrent | Mundo Deportivo Històrics | 19' Àlex Fernández · 23' Amantini Sergio · Fran Grima, Fran Fuentes, Amantini, Marc González · Prior, Àlex Fernández · Carracedo, Javito, Abraham · Jordi Sánchez | Guinardó · 500 espectadors · Calderilla Pavón · David Congost Larrosa · Héctor Robas Bondia · |  |

|    |  |             | Punts | J | G | E | P | GF | GC | DG |
| -- |  | ----------- | ----- | - | - | - | - | -- | -- | -- |
| 1. |  | CF Badalona | 4     | 2 | 1 | 1 | 0 | 2  | 1  | 1  |
| 2. |  | UE Rubí     | 2     | 2 | 0 | 2 | 0 | 0  | 0  | 0  |
| 3. |  | CE Júpiter  | 1     | 2 | 0 | 1 | 1 | 1  | 2  | 1  |
|    |  |             |       |   |   |   |   |    |    |    |

| Grup 4 |

| 7 agost 2014                            | AE Prat | 1 – 0                                        | Santfeliuenc FC | El Guinardó, Barcelona                                                                            |                                |
| 18:30                                   | Carlitos 42' Éric · Martí, Murillo, Carrasco, Éric Ruiz · Carlos, Oriol Molins · Carlitos, Guille, Ferri · Roland | Mundo Deportivo L'Esportiu Històrics AE Prat | 27' (Panenka al travesser i fora) Cano Santi · Mata, Joserra, Gerard, Édgar · Sergio, Aitor Unzué, Dani, Bruno, Toro · Cano | Guinardó · 250 espectadors · Bruno Montoro Ferreiro · Pau García Fuster · Israel Simón del Pino · |                                |
|                                         | | Tanda de penals                              | |                                                                                                   |                                |
| Murillo · Guille (fora) · Roland (fora) | Murillo · Guille (fora) · Roland (fora)                                                                           | 1 – 2                                        | Dani · Édgar · (aturat) Rovira                                                                                              | Dani · Édgar · (aturat) Rovira                                                                    | Dani · Édgar · (aturat) Rovira |

| 7 agost 2014                                    | CF Peralada                                                                                 | 0 – 2                                | Santfeliuenc FC                                                                                                   | El Guinardó, Barcelona                                                                            |                                 |
| 19:30                                           | Montero Bonmatí, Romero, Pastor, Mate Borja, Guillem Cornellà Pons, Tidiane, Marc Vilà Coro | Mundo Deportivo L'Esportiu Històrics | 11' Peralta · 14' Maldonado Carlos · Faura, Gerard, Ortiz, Nacho · Bolaños, Tena · Maldonado, Pol, Éric · Peralta | Guinardó · 250 espectadors · Pau García Fuster · Israel Simón del Pino · Bruno Montoro Ferreiro · |                                 |
|                                                 |                                                                                             | Tanda de penals                      | |                                                                                                   |                                 |
| Borja (aturat) · Guillem Cornellà · Coro (fora) | Borja (aturat) · Guillem Cornellà · Coro (fora)                                             | 1 – 2                                | (aturat) Faura · Éric · Peralta                                                                                   | (aturat) Faura · Éric · Peralta                                                                   | (aturat) Faura · Éric · Peralta |

| 7 agost 2014 | CF Peralada                                                                                 | 0 – 1                                        | AE Prat | El Guinardó, Barcelona                                                                            |  |
| 20:30        | Montero Bonmatí, Romero, Pastor, Mate Guillem Cornellà Aleix, Chacón, Cruz, Pons Pol Compte | Mundo Deportivo L'Esportiu Històrics AE Prat | 38' Llobet Éric · Martí, Carrasco, Castillo, Cazorla · Charly Ruiz, Oriol Molins · Juli, Llobet, Nacho · Sasha | Guinardó · 250 espectadors · Israel Simón del Pino · Pau García Fuster · Bruno Montoro Ferreiro · |  |

|    |  |                 | Punts | J | G | E | P | GF | GC | DG |
| -- |  | --------------- | ----- | - | - | - | - | -- | -- | -- |
| 1. |  | AE Prat         | 6     | 2 | 2 | 0 | 0 | 2  | 0  | 2  |
| 2. |  | Santfeliuenc FC | 3     | 2 | 1 | 0 | 1 | 2  | 1  | 1  |
| 3. |  | CF Peralada     | 0     | 2 | 0 | 0 | 2 | 0  | 3  | 3  |
|    |  |                 |       |   |   |   |   |    |    |    |

| Semifinals |

| 8 agost 2014                                 | CF Montañesa                                                                                                | 1 – 1                                | UE Sant Andreu | El Guinardó, Barcelona                                                                                              |                                            |
| 18:00                                        | Pedro 04' Tato · Santos, Aleix Camps, Borges, Aleix Dalmau · Rubén, Uri · Joshua, Masip, Toni Pérez · Pedro | Mundo Deportivo L'Esportiu Històrics | 58' Xavi Jiménez Morales · Llamas, Lucas Viale, Azparren, Jefferson · Ton Alcover, Joel · Xavi Jiménez, Xavi Puerto, Víctor · Jonathan | Guinardó · 700 espectadors · Carlos Ferrero Mansilla · Carlos Eduardo Sidoine Farfan · Alejandro Carrillo Vílchez · |                                            |
|                                              | | Tanda de penals                      | | |                                            |
| Borges (aturat) · Uri · José García (aturat) | Borges (aturat) · Uri · José García (aturat)                                                                | 1 – 4                                | Ton Alcover · Azparren · Oriol · Jefferson                                                                                             | Ton Alcover · Azparren · Oriol · Jefferson                                                                          | Ton Alcover · Azparren · Oriol · Jefferson |

| 8 agost 2014                                   | CF Badalona | 1 – 1                                        | AE Prat | El Guinardó, Barcelona                                         |                                                             |
| 20:00                                          | Fran Bea 86' (p.) Sergio · Fran Grima, Fran Fuentes, Amantini, Bermudo · Prior, Àlex Fernández · Jordi Sánchez, Belmonte, Abraham · Manu Balda | Mundo Deportivo L'Esportiu Històrics AE Prat | 16' Ferri Éric · Martí, Éric Ruiz, Carrasco, Alfonso · Charly Ruiz, Carlos · Carlitos, Ferri, Guille · Roland | Guinardó · 700 espectadors · Vicente Alexandre Muñoz Baquero · |                                                             |
|                                                | | Tanda de penals                              | |                                                                |                                                             |
| Fran Bea · Àlex Fernández · Esteve · Carracedo | Fran Bea · Àlex Fernández · Esteve · Carracedo                                                                                                 | 4 – 2                                        | (aturat) Cazorla · Charly Ruiz · Nacho · (aturat) Éric Ruiz                                                   | (aturat) Cazorla · Charly Ruiz · Nacho · (aturat) Éric Ruiz    | (aturat) Cazorla · Charly Ruiz · Nacho · (aturat) Éric Ruiz |

| Final |

| UE Sant Andreu             | 2 – 1                                | CF Badalona    |
| -------------------------- | ------------------------------------ | -------------- |
| Ton Alcover 68' · Nuha 89' | Mundo Deportivo L'Esportiu Històrics | 08' Manu Balda |

| Sant Andreu | Badalona |

| José Miguel Morales |     |     |
| José Antonio Llamas |     |     |
| Manu Viale          |     |     |
| Fran Leal           |     | 45' |
| Jefferson Arroz     |     |     |
| Ton Alcover         |     |     |
| Joel Armengol       |     | 45' |
| Iván Guzmán         |     | 93' |
| Felipe Gonçalves    | 29' | 91' |
| Víctor Alonso       |     | 45' |
| Nuha Marong         |     |     |
| Reserves:           |     |     |
| Marc Priego         |     |     |
| Mikel Azparren      |     | 45' |
| Arthur Bernardo     |     | 93' |
| Xavi Jiménez        |     | 45' |
| Sergio Velarde      |     | 91' |
| Oriol Fernández     |     |     |
| Jonathan            |     | 45' |
| Entrenador:         |     |     |
| Piti Belmonte       |     |     |

| Sergio López        |           | 65' |
| Juan Pablo Amantini |           |     |
| Óscar Sierra        | 37'       |     |
| Toni Lao            |           |     |
| David Bermudo       |           | 69' |
| Juan José Prior     | Amonestat |     |
| Esteve Monterde     |           | 45' |
| Cristian Carracedo  |           | 76' |
| Fran Bea            |           |     |
| Abraham Jesús Noé   | 90'       | 54' |
| Manu Balda          | 32'       | 61' |
| Reserves:           |           |     |
| Marcos Pérez        |           | 65' |
| Fran Fuentes        |           | 69' |
| Àlex Fernández      |           | 61' |
| Fran Grima          | Amonestat | 45' |
| Marc Mas            |           |     |
| Mario López         |           | 76' |
| Jordi Sánchez       |           | 54' |
| Entrenador:         |           |     |
| Manolo González     |           |     |

## Golejadors i millors jugadors
| Gols |                          |                 |
| ---- | ------------------------ | --------------- |
| 1    | Nuha Marong              | UE Sant Andreu  |
|      | Ton Alcover              | UE Sant Andreu  |
|      | Manu Balda               | CF Badalona     |
|      | Fran Bea                 | CF Badalona     |
|      | Ferran Vega 'Ferri'      | AE Prat         |
|      | Xavi Jiménez             | UE Sant Andreu  |
|      | Pedro García             | CF Montañesa    |
|      | David Llobet             | AE Prat         |
|      | Daniel Maldonado         | Santfeliuenc FC |
|      | Iván Peralta             | Santfeliuenc FC |
|      | Carlos Blanco 'Carlitos' | AE Prat         |
|      | Iván Enríquez            | CE Júpiter      |
|      | Juan Pablo Amantini      | CF Badalona     |
|      | Àlex Fernández           | CF Badalona     |
|      | Iván Guzmán              | UE Sant Andreu  |
|      | Roberto Camacho          | CE Europa       |
|      | Manuel Raíllo            | FC Martinenc    |
|      | Óscar Muñoz              | UE Cornellà     |
|      | Aleix Dalmau             | CF Montañesa    |
|      | En pròpia porta          | Favorable a     |
| 1    | Josué Fernández          | CF Montañesa    |
|      |                          |                 |

| Grup 1                     | Grup 2                | Grup 3                         | Grup 4                          |
| -------------------------- | --------------------- | ------------------------------ | ------------------------------- |
| Manuel Raíllo (Martinenc)  | Morales (Sant Andreu) | Víctor Negro 'Mechi' (Júpiter) | Daniel Maldonado (Santfeliuenc) |
| Semifinal 1                | Semifinal 1           | Semifinal 2                    | Semifinal 2                     |
| Morales (Sant Andreu)      | Morales (Sant Andreu) | Marcos Pérez (Badalona)        | Marcos Pérez (Badalona)         |
| Final                      |                       |                                |                                 |
| Juan José Prior (Badalona) |                       |                                |                                 |

## Fets destacats
- L'Associació Esportiva Prat, que ha baixat enguany de la Segona Divisió B, és l'únic cap de sèrie que no pertany a aquesta categoria, precisament en una edició en què defensa títol.
- El pitxitxi del torneig quedà desert, ja que hi hagué un empat de fins a 19 jugadors amb un sol gol. L'únic precedent d'aquesta situació datava de l'edició del 2010,[3] quan curiosament també 19 jugadors diferents van veure porta una vegada.
- El Club de Futbol Badalona cau eliminat per segon any consecutiu amb un gol de Nuha Marong a les acaballes del partit. Succeí l'any passat a la semifinal davant la Unió Esportiva Llagostera mentre que enguany, el davanter, que tenia aquest estiu aparaulada la seva cessió precisament al Badalona, va decidir canviar de destí el mateix dia de la semifinal i va arribar tard al partit que suposava el seu debut amb la Unió Esportiva Sant Andreu. Escapulats i quadribarrats es trobarien a la final i Nuha donaria el triomf als andreuencs al darrer minut.[4][5]